# Nereis annularis
Nereis annularis är en ringmaskart som beskrevs av Henri Marie Ducrotay de Blainville 1818. Nereis annularis ingår i släktet Nereis och familjen Nereididae. Inga underarter finns listade i Catalogue of Life.